# Puniska krigen
Puniska krigen är samlingsnamn på tre krig mellan Kartago och Rom, Romerska republiken, som slutade med att Kartago förstördes. Puner var romarnas namn på fenicier, och kartagerna var fenicier. 
Det första puniska kriget utkämpades mestadels till havs mellan 264 och 241 f.Kr. Då erövrades Sicilien, Sardinien och Korsika av Rom. Romarna använde för första gången en stor flotta. 
Det andra puniska kriget var det mest kända genom Hannibals tåg genom Spanien, Gallien och över Alperna. Kriget varade från 218 till 201 f.Kr. 
Det tredje puniska kriget avslutades med förstörelsen av Kartago. Kriget utkämpades mellan 149 och 146 f.Kr.